# Emma Green
Emma Anna-Maria Green Tregaro (Göteborg, 1984. december 8. –) világbajnoki bronzérmes svéd atléta, magasugró.

## Pályafutása
Kajsa Bergqvist és Chaunté Lowe mögött harmadikként zárta a magasugrás számát a 2005-ös atlétikai világbajnokságon. Emma 196 centimétert ugrott a döntőben, mellyel megjavította egyéni legjobbját. Az ezt követő években nem ért el jelentősebb sikereket.
2008-ban részt vett az olimpiai játékokon. Pekingben bejutott ugyan a döntőbe, de ott csak a kilencedik lett. 2010. augusztus 1-jén, a barcelonai Európa-bajnokságon kétszer is megdöntötte egyéni legjobbját. Előbb 199-et ugrott, majd néhány perccel később 201-et, amivel ezüstérmet szerzett; Emma két centiméterrel maradt el a győztes Blanka Vlašićtól. Egy hónappal később megnyerte a Folksam Grand Prix-t Göteburgban.
Amellett, hogy magasugrásban a világ egyik legjobbjának számít, 100, illetve 200 méteren, valamint távolugrásban svéd bajnok.

## Egyéni legjobbjai
- Magasugrás - 2,01 m (2010)
- Magasugrás (fedett) - 1,98 m (2008)
- Távolugrás - 6,41 m (2005)
- Hármasugrás - 13,16 m (2007)
- 100 méteres síkfutás - 11,58 s (2006)
- 200 méteres síkfutás - 23,02 s (2006)
- 400 méteres síkfutás - 54,95 s (2006)
- 4x100 méteres váltófutás - 44,53 s

## Magánélete
Göteborgban nőtt fel szüleivel és bátyjával, Erikkel. 2011 márciusában férjhez ment edzőjéhez, Yannick Tregaróhoz. Yannick korábban a világbajnok Kajsa Bergqvist, valamint az olimpiai bajnok Christian Olsson segítője is volt.